# Мельников, Ювеналий Дмитриевич
Ювена́лий Дмитриевич Ме́льников (укр. Ювеналій Дмитрович Мельников; 23 апреля (5 мая) 1868, Митченки, Черниговская губерния, Российская империя — 24 апреля (7 мая) 1900 Астрахань, Астраханская губерния, Российская империя) — деятель рабочего движения, один из ранних украинских революционеров-марксистов и организаторов первых марксистских кружков в Украине и России.

## Биография
Родился 23 апреля (5 мая по новому стилю) 1868 года в селе Митченки (ныне — Бахмачского района Черниговской области; в некоторых источниках указывается соседнее село Красное) в семье мелкого помещика Ивана Федоровича Оробченко-Бедняченко. Учился в реальном училище в Ромнах, однако в 5-м классе был вынужден оставить учебу из-за нехватки средств. Получив специальность слесаря в небольшой мастерской в Ромнах, Мельников начинает работать в харьковских железнодорожных мастерских.
К политической борьбе примкнул под влиянием идей революционного народничества, впрочем, изначально ориентировался на работу в рабочей среде. В начале 1888 года, работая в Харькове слесарем железнодорожных мастерских, участвовал в народнических революционных кружках, в 1889 году уже самостоятельно вёл народническую пропаганду в городах Таганрог и Ростов-на-Дону. За это в октябре 1889 года был арестован и на 8 месяцев заключён в «Кресты», где заболел цингой. Там же под влиянием Эмилия Абрамовича заинтересовался марксизмом.
В начале 1890-х годов формируется как марксист (был связан с Михаилом Брусневым и Павлом Точисским). В конце 1891 года переехал в Киев, где начал работу в мастерской Киевской городской железной дороги. В то же время возглавил подпольную работу по созданию и объединению первых местных социал-демократических марксистских кружков, из которых впоследствии был создан киевский «Союз борьбы за освобождение рабочего класса». Жил и работал в открытой им слесарной мастерской в доме по нынешней улице Мельникова № 23 (дом не сохранился). В 1893 году основал «Лукьяновский клуб» (находился в доме по нынешней улице Мельникова № 15, который тоже не сохранился). В декабре 1895—1896 годах возглавлял первый стачечный комитет рабочих в Киеве, был одним из руководителей социал-демократической группы «Рабочее дело».
11 апреля 1896 года после провала «трамвайного кружка» его арестовали и посадили в Киеве на 10 месяцев. После освобождения в январе 1897 года по причине болезни был сослан на родину в Ромны. В третий раз Мельников был арестован в Ромнах в ноябре 1897 года, переведён в Киевскую тюрьму на Лукьяновке, где пробыл до февраля 1898 года и окончательно подорвал здоровье. По воспоминаниям члена СДКПиЛ и РСДРП Иосифа Мошинского, в тюрьме

…Ювеналий Дмитриевич был большим энтузиастом и романтиком: весь его революционный романтизм, не нашедший себе простора в тесных рамках провинциального Киева, весь огненный темперамент этого запертого в клетку и преждевременно замученного украинского орла давал себя чувствовать в казацких песнях, нередко оглашавших молчаливые своды нашего безлюдного коридора. Самой любимой была у него Шевченковская дума, которая ныне особенно популярна на Советской Украине: «Ой зійшла зоря вечоровая, над Почаєвом стала».
Также любил т. Ювеналий исполнять в Лукьяновской тюрьме украинскую марсельезу: «Ще не вмерла Україна…»

После перевода из Лукьяновской тюрьмы снова выслан в Ромны под надзор полиции. В июне 1899 года Мельникова перевели в ссылку в Астрахани, где участвовал в создании социал-демократической организации. Умер 24 апреля (7 мая по новому стилю, по другим данным — 17 апреля) 1900 года от подхваченного в тюремном заключении туберкулёза.

## Память
В 1923—2018 годах (с перерывами) в Киеве существовала названная в его честь улица (бывшая Большая Дорогожицкая) , на доме № 32 которой установлена аннотационная доска. 11 октября 2018 года Киевский городской совет принял решение о переименовании улицы Мельникова в улицу Юрия Ильенко, несмотря на обращения директора Национального историко-мемориального заповедника «Бабий Яр» Бориса Глазунова и исследователя истории Киева Михаила Кальницкого сохранить прежнее название, напоминающее о трагедии Бабьего Яра и посвящённое «борцу за права рабочих Лукьяновки, преследуемому царским режимом». Также в честь Мельникова носила имя улица в городе Харькове, находящаяся в центре города. В связи декоммунизацией в 2016 г, она получила назад своё историческое название Куликовская.